# Schweizer X-26 Frigate
Schweizer X-26 Frigate je dvoumístný kluzák. Původně jde o kluzák Schweizer SGS 2-32. Jeho varianta X-26A sloužila ve škole testovacích pilotů US Navy. Motorizovaná varianta tohoto letounu, která nesla označení X-26B byla vytvořena jako reakce na poptávku po tichém pozorovacím letounu v období vietnamské války.  Jde o nejdéle sloužící letoun z programu letounů X. První let absolvoval v roce 1962 a ještě roku 2021 byly některé letouny používány ve škole testovacích pilotů.
Kluzák X-26A byl používán k výcviku zkušebních pilotů. Jeho důležitým úkolem bylo seznámit piloty s fenomém „setrvačné vazby“.
Nejméně tři letouny byly zničeny při nehodách. Každé z těchto zničených letadel bylo nahrazeno.

## QT-2
Dvojice letounů X-26A námořnictva byla Lockheedem dočasně přestavěna na motorizovanou verzi X-26B s pomaloběžnou vrtulí. Tato verze nesla označení QT-2, kde QT znamenalo  „Quiet Thruster“. Náklady na stavbu těchto dvou letounů se měly vejít do 100 000 USD. V srpnu roku 1967 prošly letouny testováním na základně v Mohavské poušti. Dle smlouvy s DARPA měly letouny uskutečnit zkoušku v polních podmínkách. Tato zkouška dostala název operace Prize Crew. Letouny dorazily do Vietnamu v lednu 1968 krátce před zahájením ofenzívy Tet.  Na základě zkušeností s těmito letouny pak bylo objednáno 14 dalších letadel pod různým označením, včetně 11 Lockheed YO-3A. Dvojice letounů QT-2 a QT-2PC/X-26B byla přestavěna zpět do podoby kluzáku Schweizer SGS 2-32.

## Zachované letouny
Letoun X-26A se nachází ve sbírkách Army Aviation Museum ve Fort Rucker ve státu Alabama.
K březnu 2022 byl letoun s označením N2472W provozován společností Mile High Gliding, která se nachází v Boulder ve státu Colorado. Letoun s označením N2471W je registrován pod společností Journeys Aviation™.

## Nehody
- US Navy sériové číslo 157932 březen 1971, pilot zahynul[4]
- US Navy sériové číslo 157933 18. května 1972, pilot zahynul[4]
- US Navy sériové číslo 158818 1972 [8]

## Specifikace (X-26A Frigate)
Technické údaje
- Posádka: 2
- Délka: 7,92 m (26,0 ft)
- Rozpětí: 17,37 m (57,0 ft)
- Výška: 2,74 m (9,0 ft)
- Plocha křídel: 16,7 m2 (180 sq ft)
- Prázdná hmotnost: 389 kg (858 lb)
- Vzletová hmotnost: 650 kg (1 430 lb)
- Štíhlost křídla: 18

Výkony
- Maximální rychlost:  254 km/h (158 mph)
- Zatížení křídla: 39 kg/m2 (8,0 lb/sq ft)
- Minimální opadání: 0,6 m/s (120 ft/min)

## Specifikace (X-26B)
Technické údaje
- Posádka: 2
- Délka: 9,33 m (30,6 ft)
- Rozpětí: 17,37 m (57,0 ft)
- Výška: 2,74 m (9,0 ft)
- Plocha křídel: 16,7 m2 (180 sq ft)
- Vzletová hmotnost: 1 134 kg (2 500 lb)
- Štíhlost křídla: 18
- Pohonná jednotka: 1 × Continental O-200, čtyřválcový vzduchem chlazený motor, 100 hp (75 kW)
- Vrtule: Ole Fahlin čtyřlistá o průměru 2,54 m

Výkony
- Dostup: 4 000 m (13 000 ft)
- Stoupavost: 1 m/s (200 ft/min)
- Výdrž ve vzduchu:Plánováno 4 hodiny a více, prokázáno 6,7 hodiny
- Cestovní rychlost:  až 128 km/h (80 mph)